# Millfield, Ohio
Millfield är en ort i Athens County i delstaten Ohio, USA.